# Agrotis nivea
Agrotis nivea là một loài bướm đêm trong họ Noctuidae.